# Nanggerang (Kramatmulya)
Nanggerang is een bestuurslaag in het regentschap Kuningan van de provincie West-Java, Indonesië. Nanggerang telt 1814 inwoners (volkstelling 2010).